# John Romer
John Lewis Romer (n. 30 setembre de 1941 a Surrey, Regne Unit) és un egiptòleg historiador i arqueòleg britànic, que ha creat i ha aparegut en moltes sèries d'arqueologia a la televisió, incloent The Seven Wonders of the World, Byzantium: The Lost Empire i Great Excavations: The Story of Archaeology.

## Biografia
Romer va ser educat a l'Ottershaw School, un internat prop de Woking, i va arribar a l'arqueologia a través dels seus estudis epigràfics de pintura i dibuix al Royal College of Art a Londres. Més tard va treballar com a artista a Persèpolis i El Caire, dibuixant i estudiant inscripcions antigues.
Va començar el seu treball arqueològic el 1966, quan va participar en la investigació epigràfica de la Universitat de Chicago en els temples i les tombes de l'antic jaciment egipci de Tebes (avui dia Luxor). De 1977 a 1979 va endegar i va organitzar una gran expedició a la Vall dels Reis, que va dur a terme la primera excavació allà des del descobriment de la tomba de Tutankamon el 1922. El 1979 va dirigir l'expedició del Brooklyn Museum per excavar la tomba de Ramsès XI.
El 1979 Romer i la seva esposa (Elizabeth Romer, també arqueòleg i dissenyador), fundaren la Fundació Tebes a Berkeley, un organisme dedicat a la conservació i documentació de les tombes reials de Tebes. Un resultat d'això va ser la creació del Theban Mapping Project.
Els llibres de Romer (alguns co-escrits amb la seva dona) inclouen Valley of the Kings, Ancient Lives, Testament and The Seven Wonders of the World, molts dels quals han estat duts a la televisió. El seu treball més recent, A History of Ancient Egypt:From the First Farmers to the Great Pyramid, va ser publicat el 2012.
Romer viu a Toscana, Itàlia.

## Obres

### Llibres
- Romer, John (1977), Damage in the Royal Tombs in the Valley of the King (unpublished)
- Romer, John (1981), Valley of the Kings; New York, NY: Henry Holt and Company 1981; ISBN 0-8050-0993-0.
- Romer, John (1984), Ancient Lives: Daily Life in Egypt of the Pharaohs (Reimprès el 1990, com a Ancient Lives, The Story of the Pharaoh's Tombmakers); Londres: Phoenix Press, ISBN 1-84212-044-1.
- Romer, John (1988), Testament: the Bible and History; London: Michael O'Mara Books; ISBN 1-85479-005-6 (Basada en la sèrie de televisió de Channel Four Testament).
- Romer, John (1993), The Rape of Tutankhamun; Londres: Michael O'Mara Books, 1993; ISBN 1-85479-169-9.
- Romer, John (1993), Romer’s Egypt; Londres: Michael O'Mara Books, 1993; ISBN 0-7181-2136-8.
- Romer, John and Elizabeth Romer (2000), Great Excavations: John Romer’s History of Archaeology; Londres: Cassell; ISBN 0-304-35563-1.
- Romer, John (2007), The Great Pyramid: Ancient Egypt Revisited
- Romer, John (2012). A History of Ancient Egypt:From the First Farmers to the Great Pyramid. Allen Lane. ISBN 978-1-84614-377-9

### Documentals cinematogràfics
- Romer's Egypt (1982), BBC TV; 3 episodis; 120 minuts
- Ancient Lives (1984), Central Television (ITV); 4 episodis; 205 minuts.
- Testament (1988), Antelope/Channel Four; 7 episodis; 363 minuts
- The Rape of Tutankhamun (1988); Channel 4/PBS/Voyager Films; 1 episodi; 65 minuts
- The Seven Wonders of the World (1994); ABTV/Discovery Channel; 4 episodis; 202 minuts.
- Byzantium: The Lost Empire (1997); ABTV/Ibis Films/The Learning Channel; 4 episodis; 209 minuts.
- Great Excavations: John Romer's History of Archaeology (també emès com a Lost Worlds: The Story of Archaeology) (2000); ABTV/Channel Four/Southern Star; 6 episodis; 300 minuts.